# Nuttalliieva vodena kuga
Nuttalliieva vodena kuga (lat. Elodea nuttallii), vodena trajnica iz južne Kanade i sjevernog SAD–a. Pripada porodici žabogrizovki. Uvezena je i u neke zemlje Europe, pa i u Hrvatsku

## Sinonimi
- Anacharis nuttallii Planch.
- Elodea columbiana H.St.John
- Elodea minor (Engelm. ex Casp.) Farw.
- Philotria minor (Engelm. ex Casp.) Small
- Philotria nuttallii (Planch.) Rydb.

- E. nuttallii
- E. nuttallii
- E. nuttallii
- E. nuttallii